# Kevin McClatchy
Kevin McClatchy est un acteur américain, né le 1er août 1963 à Los Gatos (Californie).

## Filmographie
- Pacific Blue
- Hôpital central
- The Practice : Donnell et Associés
- Unstoppable